# ブアケ空港
ブアケ空港（Bouaké Airport）はコートジボワールの第2の都市ブアケにある空港。

## 2007年6月29日ギヨーム・ソロ首相暗殺未遂
2007年6月29日に当時の首相であったギヨーム・ソロの載った航空機が着陸する際に、ロケット弾とカラシニコフで襲われた。これにより4人が死亡し、10人が負傷した。